# Neoblattella perdentata
Neoblattella perdentata är en kackerlacksart som beskrevs av Bonfils 1969. Neoblattella perdentata ingår i släktet Neoblattella och familjen småkackerlackor. Inga underarter finns listade i Catalogue of Life.